# Äs
Äs is een plaats in de gemeente Katrineholm in het landschap Södermanland en de provincie Södermanlands län in Zweden. De plaats heeft 83 inwoners (2005) en een oppervlakte van 19 hectare.